# (38080) 1999 HN1
1999 HN1 (asteroide 38080) é um asteroide da cintura principal. Possui uma excentricidade de 0.19019740 e uma inclinação de 3.85498º.
Este asteroide foi descoberto no dia 17 de abril de 1999 por LINEAR em Socorro.